# Personnages de Final Fantasy XII

Personnages de Final Fantasy XII, jeu vidéo développé par Square Enix sorti en 2006-2007.

## Personnages jouables
Note : Les noms des personnages sont suivis entre parenthèses de ceux des interprètes (voix) de la version japonaise et de la version internationale (anglophone).

### Vaan
Vaan (Kohei Takeda / Bobby Edner) : Un jeune orphelin de 17 ans vivant à Rabanastre. Sa famille a été tuée par une épidémie de peste avant l'invasion de l'empire d'Archadia, mais malgré sa condition, il tient à rester optimiste et rêve de devenir un jour un pirate du ciel — les airs étant pour lui le seul endroit encore libre dans le monde. En attendant, il survit en tant que voleur et en rendant quelques services à Migelo, un marchand vangaa.
Vaan est le héros principal de Final Fantasy XII et de Final Fantasy XII: Revenant Wings.
Vaan est âgé de 17 ans, il réside dans la ville de Rabanastre avec son amie d'enfance Penelo, avec laquelle il a grandi. 
Il est têtu et a une détermination de fer. C'est un jeune voleur qui est maître en la matière de pitrerie, il sort toujours des blagues pour détendre l'atmosphère.
Il rencontre Balthier et Fran alors qu'il s'était introduit dans le palais de Rabanastre pour y dérober de la nourriture mais aussi quelques trésors pour Dalan, un vieux fou de la basse-ville à qui Vaan rend des services. Dans sa fuite, il rencontre Amalia (en réalité la princesse Asche), qui parvient à fuir avant que Vaan, Balthier et Fran ne soient capturés et envoyés au donjon de Nalbina, dont ils s'échapperont en libérant Basch. Il retrouvera Balthier et Fran quand ils partiront pour Bhujerba sauver Penelo, enlevé par Ba'Gamnan, un chasseur de primes vangaa ayant une vieille rancœur contre le pirate du ciel. C'est ainsi que Vaan rejoindra la résistance, un peu malgré lui.
Au fil de l'aventure, Vaan deviendra plus mature, en se rapprochant de Ashe car il voit également les apparitions de Rasler, sans pour autant se l'expliquer. En arrivant au Port Balfonheim, Reddas le repère et voit en lui un futur grand pirate du ciel, à travers son caractère intrépide et aventureux. Il atteindra son rêve en récupérant le Sillage, le vaisseau de Balthier après la chute du Bahamut, puis aura son propre vaisseau avec Penelo.
Apparitions
1. Final Fantasy XII (PS2 - 2007) (Héros)
2. Final Fantasy XII: Revenant Wings (DS - 2008)(Héros)
3. Final Fantasy Tactics A2: Grimoire of the Rift (DS-2008) (Guest Star - jouable)

### Ashe
Ashelia B'Nargin Dalmasca,  dite Ashe (Mie Sonozaki / Kari Wahlgren) : Princesse de 19 ans, héritière du trône de Dalmasca. À la suite de l'invasion du royaume par Archadia et l'exécution de son père, officiellement morte suicidée, elle vit clandestinement sous le nom d'Amalia et fonde un mouvement de résistance à l'empire.
Avant la guerre contre Archadia, elle était fiancée au prince Rasler, qui mourut lors de l'attaque de la Forteresse de Nalbina. Effondrée, elle disparut lors de l'annexion de Dalmasca par Archadia. Afin de s'assurer le contrôle du peuple, Archadia la déclara suicidée. Mais en réalité, elle a fondé avec l'aide de Vossler un mouvement de résistance à l'envahisseur sous l'identité d'Amalia.
Les Occurias ont choisi Ashe pour devenir le nouveau Roi-Dynaste, et l'ont aidé dans sa quête sous forme d'apparitions, en prenant l'apparence de Rasler.

### Balthier
Balthier (Hiroaki Hirata / Gideon Emery) : Un pirate du ciel de 22 ans maniant le fusil. Il possède avec Fran un vaisseau volant, le Sillage. Satisfait de son statut, sa rencontre avec Vaan qui rêve de devenir un pirate va cependant l'amener à revoir ses idéaux. Balthier est un peu égoïste de nature et assez prétentieux, s'étant auto-proclamé héros de l'aventure.
D'allure désinvolte, il n'en cache pas moins un lourd secret : son véritable nom est Famran Bunansa, fils du docteur Cid, et il est un ancien haut-juge d'Archadia. Il est ainsi un personnage connu dans Archadès, notamment pour avoir déserté l'armée. Alors qu'il semble suivre le groupe pour des raisons purement financières (et ce sont ses vraies motivations au début du jeu), on apprend plus tard qu'il se sent obligé de stopper son père, comme s'il en était responsable.

### Fran
Fran (Rika Fukami / Nicole Fantl) : Une Viéra d'âge inconnu, pirate du ciel et partenaire de Balthier dans ses raids pirates. Il s'agit d'une combattante redoutable sachant manier de nombreuses techniques de combats ainsi que diverses armes ; l'arc est cependant son arme de prédilection.
Elle est considérée comme traîtresse, car elle a quitté le village caché d'Eruyt, dans la jungle de Golmore, pour explorer le monde. Très sensible au myste, elle entre dans un état second de furie si elle est en contact avec du myste dense et chargé de colère, ce qui se produisit sur le Shiva quand le juge Ghis étudia le potentiel de l'Éclat de l'Aube. Toutefois, le fait d'avoir quitté sa forêt natale lui a fait perdre son don d'entendre la voix de la forêt, ce qui est peut-être son seul regret, et la raison pour laquelle elle refuse que Mjrn sa sœur, parte à son tour.

### Penelo
Penelo (Yuna Mikuni / Catherine Taber) : Une jeune fille de 16 ans, amie d'enfance de Vaan. Elle considère Vaan comme son frère et veille toujours sur lui. Elle a des talents en chant et en danse. La famille de Penelo a péri au cours de la guerre. Son grand frère lui a appris les arts martiaux, mais elle n'a pas encore eu l'occasion de mettre en œuvre ses enseignements. Elle vit à Rabanastre, en rendant quelques services au marchand Migelo. Elle a beaucoup de gentillesse et d'affection pour Fran et Larsa.
Elle se fera enlever par le chasseur de primes Ba'gamnan pour attirer Balthier dans ses griffes, puis sera livrée aux forces de Dalmasca. Vaan et les autres la sauveront alors qu'elle est détenue sur le Léviathan, alors à Bhujerba.
Comme Vaan, elle est un personnage jouable de Final Fantasy Tactics A2: Grimoire of the Rift.

### Basch
Basch Fon Ronsenburg (Rikiya Koyama / Keith Ferguson) : Un ancien capitaine de l'armée de Dalmasca, âgé de 36 ans. Il est soupçonné d'avoir assassiné le Roi Raminas pendant l'invasion du royaume et est recherché pour haute trahison. Le soldat Reks, le défunt frère de Vaan, était sous ses ordres. Bien que servant Dalmasca, il est originaire de Landis, un petit pays envahi également par Archadia.
Alors qu'il est censé avoir été exécuté, Basch est en fait détenu secrètement au donjon de Nalbina. Il sera sauvé par Vaan, Balthier et Fran, également en fuite. De retour à Rabanastre, il rétablit la vérité : l'assassin du roi est son jumeau Noah, qui a rejoint les rangs archadiens, et plus connu pour être le Haut-juge Gabranth.
Combattant émérite, il n'entend pas retrouver son honneur perdu, mais défendre les valeurs auxquelles il croit. Il choisit ainsi de suivre la princesse Ashe dans sa quête de pouvoir et de restauration de Dalmasca.

## Personnage non jouables (dont invités)

### Alliés
- Reks (Hideki Takasa / Yuri Lowenthal) : Le grand frère de Vaan, mort il y a deux ans lors de l'invasion du royaume. Il avait 17 ans à l'époque. En fait, ce personnage est jouable mais uniquement pendant l'introduction du jeu. Cette séquence fait office de tutoriel, Basch vous expliquant comment fonctionne le système de combat. Il sera tué à Nalbina par Noah von Rosenburg, qu'il prit pour Basch. Il survécut quelque temps à sa blessure, le temps d'affirmer que Basch était l'assassin de Raminas.

- Vossler York Azelas (Masaki Terasoma / Nolan North) : Ami proche de Basch, il fait également partie de l'ancien ordre des chevaliers de Dalmasca. Il participa au sauvetage du roi Raminas mais Basch fut rendu coupable d'avoir tué le roi. Se faisant oublier, Vossler fonda la Résistance de Dalmasca et participa au raid dans le palais ayant pour but d'assassiner Vayne. Vossler accompagna les héros à bord du Léviathan pour sauver Penelo et Ashe, puis après avoir mené Larsa en lieu sûr, rejoint le groupe à travers la Mer de sable du Yensa, jusqu'au tombeau de Raithwall. Quand Ashe obtint l'Éclat de l'Aube et que les héros sortirent du tombeau, ils furent capturés par Ghis. Ghis fut en fait informé par Vossler, qui avait passé un pacte avec lui. Si Ghis récupérait l'Éclat de l'Aube, il rendait le trône de Dalmasca à Ashe. Vossler, malgré ses bonnes intentions, passa pour un traître. Ensuite, Fran put s'échapper ainsi que les autres héros. Vossler s'interposa et fut perçu comme un ennemi. Vaincu et sur le point de mourir, il demanda à Basch de protéger sa patrie car il n'était plus en mesure de le faire. Le Shiva explosa causant la mort de Ghis, de Vossler et de toute la Huitième Flotte. C'est un personnage qui se joint en tant que personnage invité.

- Larsa Ferrinas Solidor (Yuka Imai / Johnny McKeown) : C'est le quatrième fils de l'empereur d'Archadia, et donc frère de Vayne. Du fait de son jeune âge (12 ans), Larsa s'avère assez optimiste, voire naïf, puisqu'il espère trouver une issue pacifique aux problèmes menaçant Ivalice. Il est surtout vu par le Sénat impérial d'Archadès comme un candidat potentiel à la succession du trône. Malgré son apparence innocente, Larsa s'avère être un remarquable combattant. Larsa est très attaché à son frère Vayne et celui-ci le lui rend bien, même s'ils sont souvent en désaccord quant à la politique de l'Empire. C'est Vayne qui l'a bercé durant son enfance.C'est un personnage qui se joint en tant que personnage invité.

- Reddas (Takayuki Sugo/Phil LaMarr) : Pirate du ciel, il est apparu deux ans auparavant en prenant le commandement du Port Balfonheim, repaire de tous les pirates. Il voue une grande haine à Archadia et au docteur Cid. En effet, il fut le juge Zecht, et c'est lui qui est responsable du massacre de Nabudis par l'utilisation des nihilithes artificiels. En apprenant l'existence du Criste-Solaire, il accompagna Ashe dans le phare de Ridorana, au sommet duquel il brisa le cristal avec l'Épée des Rois, se sacrifiant pour sauver Ivalice et racheter ses crimes de Nabudis.C'est un personnage qui se joint en tant que personnage invité.

- Marquis Halim Ondore IV (Akio Nojima/Tom Kane) : Le marquis Ondore vit à Bhujerba, où il s'occupe des relations entre Dalmasca et Archadia. Malgré les apparences, il n'en est pas moins un membre actif de la résistance, car il est avant tout l'oncle de Ashe.

- Grand-Pontife Anastasis (Tamio Ōki/Dwight Schultz) : souverain du sanctuaire de Bur-Omisace, il est le seul habilité à reconnaître la descendance du Roi-dynaste Raithwall. Pour cela, il enverra Ashe chercher l'Épée des rois dans le temple de Miliam. Au retour de la princesse, il se fera tuer par le juge Bergan.

- Migelo (Shiro Saito/John DiMaggio) : Vangaa et grand marchand de Rabanastre, c'est lui qui sera chargé de la réception d'arrivée de Vayne comme nouvel Ambassadeur à Rabanastre. Il a souvent fait appel à Vaan et Penelo pour lui rendre quelques services.

- Dalan (Takehiro Koyama/Dwight Schultz) : Humain contrôlant toute la basse-ville de Rabanastre, il se montre souvent de bon conseil et sait beaucoup de choses sur Ivalice. Vaan lui rend parfois service.

- Al-Cid Margrace (Norio Wakamoto/David Rasner) : Personnage énigmatique et charmeur, rendant Balthier très jaloux, il est le dirigeant de Rozarria, un empire ennemi d'Archadia. Cherchant à ramener la paix sans avoir à impliquer des innocents, il s'alliera à Larsa et au mouvement de résistance dalmascan.

### Antagonistes
- Empereur Gramis Grana Solidor (Hidekatsu Shibata / Roger L. Jackson) : Père de Vayne et de Larsa, il s'agit du quatrième empereur d'Archadia. Il reste marqué par la mort de ses deux fils aînés qu'il a fait exécuter par son propre fils, Vayne.

- Vayne Carudas Solidor (Nobuo Tobita / Elijah Alexander) : Âgé de 27 ans, c'est le fils de Gramis et l'héritier de l'empire d'Archadia. Consul de Dalmasca et Commandant de l'Armée impériale de l'Ouest, il est aussi le chef des Juges. Malgré son éminente position, il tient un certain respect envers les peuples qu'il conquiert et fait contraste avec l'arrogance des Juges et des troupes impériales, comme il le montre lors de son discours d'intronisation de consul de Rabanastre. Vayne est néanmoins un impérialiste aux idées tranchées et assoiffé de pouvoir, n'ayant pas hésité à tuer ses deux frères aînés pour trahison. Il accède au trône d'Archadia en orchestrant l'assassinat de son propre père par empoisonnement, maquillé grossièrement en attentat du Sénat contre l'Empereur, parvenant ainsi à s'octroyer du même coup les pleins pouvoirs.

- Professeur Cidolfus Demen Bunansa, dit Docteur Cid (Chikao Ôtsuka / John Lee) : Scientifique travaillant au laboratoire Draklor, à Archadès, il est à l'origine de la conception des nihilithes artificiels. Littéralement obsédé par ces pierres, certains le prennent pour un fou, ayant l'air de disserter seul. En réalité, il est hanté par Venat, un Occuria banni, qui le pousse à aller plus loin dans sa quête de pouvoir. Il entretient une grande amitié avec Vayne, malgré leur grande différence d'âge (il a 58 ans). Il utilisa ainsi les moyens de l'armée archadienne pour étudier le pouvoir de ses pierres, qui permirent les conquêtes de Dalmasca et Nabradia. Il est le père de Famran (le vrai nom de Balthier), fils qu'il considère comme indigne, déçu de le voir fuir les responsabilités qu'il lui avait donné : sa fonction de haut juge et leur collaboration à propos des nihilithes.

- Ba'Gamnan (Koji Ishii/Steve Blum) : Un chasseur de primes vangaa particulièrement cruel qui veut capturer Balthier. Avec ses sous-fifres Bwagi, Gijuk, Rinok et Daguza, eux-mêmes vangaas, il enlèvera Penelo à Rabanastre pour attirer le pirate du ciel à Bhujerba. Dans une sous-quête du jeu, il réapparaît en tuant des chasseurs pour attirer Balthier, qui a lui aussi rejoint un clan de chasseurs. Il sera alors l'objet d'un contrat et tué dans la mer de sable de Nam-Yensa. Cependant, cette histoire est alternative, car le personnage réapparait dans Final Fantasy XII: Revenant Wings.

### Autres
- Rasler Heios Nabradia (Yasuyuki Kase/Andrew Philpot) : Prince de Nabradia, il était fiancé à Ashelia Dalmasca. Mais sa mort prématurée lors de la bataille de Nabudis empêcha l'événement. Il réapparaitra plus tard dans la vie de Ashe par des visions.

- Mjrn (Yukana/April Stewart) : Petite sœur viéra de Fran, elle aspire elle aussi à quitter Eruyt. Elle se perdra dans les mines de Henne, où elle sera possédée par un Occuria. Sa grande sœur la sauvera et saura la convaincre des dangers de l'extérieur.

- Grand Pontife Anastasis : dirigeant spirituel de Kiltia et du Sanctuaire de Bur-Omisace, il est le seul homme ayant le pouvoir de reconnaître les membres de la lignée de Raithwall, et donc les souverains de Dalmasca. Il sera tué par le Juge Bergan, alors qu'Ashe ramenait l'Épée des rois, l'arme de son aïeul.

## Juges
Troupes spéciales d'Archadia chargées de maintenir la loi de l'empire dans les pays conquis, ils sont toujours coiffés d'un impressionnant casque métallique dont la forme est distincte pour chacun des Hauts Juges. Ils sont réputés cruels et impitoyables, n'hésitant pas à tuer les femmes et les enfants pour anéantir toute envie d'opposition dans les populations locales. Quand il est là, leur chef Vayne modère cependant leurs ardeurs. Voici une liste des Hauts Juges :
- Gabranth (Akio Ōtsuka / Michael E. Rodgers) : c'est le plus jeune des juges, mais aussi le plus puissant et le plus respecté. L'empereur en personne lui accorde sa confiance. Il s'agit en fait du frère jumeau de Basch, prénommé Noah, véritable meurtrier du roi de Dalmasca et de Reks. Il est chargé de la protection rapprochée de Larsa, le frère de Vayne.
- Ghis (Ryusuke Obayashi / Mark Wing-Davey) : Il arrive accompagné de Larsa lors de sa visite à Bhujerba. Il occupe d'importantes fonctions : il dirige le Treizième Bureau et commande le vaisseau Léviathan, de la Huitième Flotte de l'Armée Impériale occidentale, dirigée par Vayne. Il travaille en sous-main pour celui-ci, même s'il le déteste personnellement, et est donc parti à la recherche de l'Eclat de l'Aube, ce qui causera sa perte, ainsi que celle de la Huitième Flotte.
- Zargabaath (Ryūzaburō Ōtomo / Simon Templeman) : il commande l'Alexandre, vaisseau amiral de la Douzième Flotte de l'Armée Impériale. C'est un militaire au sens strict du terme, dévoué à sa patrie jusqu'à la mort. Il s'agit cependant du seul Haut-Juge à être toujours vivant à la fin du jeu.
- Drace (Yoko Soumi / Julia Fletcher) : c'est la seule femme présente parmi les juges. Elle a elle aussi été chargée de veiller sur Larsa, mais a joué auprès de celui-ci un rôle plus maternel. Elle se méfie de Vayne et n'hésitera pas à tenter de l'arrêter, ce qui la conduira à la mort.
- Bergan (Yōsuke Akimoto / Gary Martin) : il dirige de Deuxième Bureau et occupe un poste important au sein de l'Armée Impériale. Il possède d'excellentes qualités militaires, et préfère bien souvent avoir recours à la force avant toute chose. C'est aussi un fervent partisan de Vayne, qu'il tentera d'aider à arriver à ses fins par n'importe quel moyen, en particulier grâce à l'utilisation de nihilithes artificiels.
- Zecht: Chargé par le docteur Cid de s'emparer du nihilite divin abrité dans la cité de Nabudis, il provoque la destruction totale de la ville en l'utilisant. Rongé de remords, il quitte l'empire pour commencer une nouvelle vie en tant que pirate du ciel sous le nom de Reddas.

Ils ont sous leurs ordres tous les autres Juges de l'Empire d'Archadia.